# Jānis Lūsis
Jānis Voldemarovitsj Lūsis (Russisch: Янис Вольдемарович Лусис) (Jelgava, 19 mei 1939 - Riga, 29 april 2020) was een Letse atleet, die gespecialiseerd was in het speerwerpen. Hij werd olympisch kampioen, Europees kampioen en meervoudig Sovjet-Russisch kampioen in deze discipline. Hij nam viermaal deel aan de Olympische Spelen en won hierbij drie medailles. Ook verbeterde hij tweemaal het wereldrecord speerwerpen. Bij internationale wedstrijden kwam hij uit voor de Sovjet-Unie.

## Biografie

### Eerste successen
Lūsis groeide op tijdens de Tweede Wereldoorlog. Zijn vader werd kort na het einde van de oorlog door plunderende Sovjet-Russische soldaten neergeschoten. Zijn sportcarrière liep van 1957 tot 1976. Zijn eerste succes boekte hij in 1962 met het winnen van het onderdeel speerwerpen bij de Sovjet-Russische kampioenschappen met een afstand van 82,15 m. In datzelfde jaar won hij bij de Europese kampioenschappen in Belgrado een gouden medaille. Met een beste poging van 82,04 bleef hij zijn landgenoot Viktor Tsyboelenko (zilver; 77,92) en de Pool Władysław Nikiciuk (brons; 77.66) voor. Hiermee won hij zijn eerste van in totaal vier achtereenvolgende Europese titels.
In 1963 was hij ook de sterkste op de universiade in het Braziliaanse Porto Alegre. Met zijn beste worp van 79,77 kaapte hij de gouden medaille voor de neus weg van de Duitser Hermann Salomon (tweede met 77,78). De Hongaar Gergely Kulcsár werd derde met 77,62.

### Olympisch goud, zilver en brons
Bij zijn vier olympisch deelnames won hij drie medailles. Bij zijn olympisch debuut in 1964 veroverde Lūsis gelijk het brons. Zijn 80,57 werd alleen overtroffen door de Fin Pauli Nevala en de Hongaar Gergely Kulcsár met respectievelijk 82,66 en 82,32. Vier jaar later op de Olympische Spelen van Mexico-Stad streek hij met de hoogste eer door de speerwerpfinale te winnen met een olympisch record van 90,10. Bij de Spelen van München moest hij met 90,46 genoegen nemen met een zilveren medaille. Deze wedstrijd werd gewonnen door de Duitser Klaus Wolfermann, die met zijn speer slechts twee centimeter verder reikte. Bij zijn laatste olympische deelname in 1976 in Montreal kwam hij met zijn 82,08 niet verder dan de achtste plaats.

### Beste speerwerper ter wereld
In zijn actieve tijd was Jānis Lūsis aangesloten bij Rīgas Daugava/SKA Rīga. Na zijn sportcarrière werd hij atletiektrainer. Hij is getrouwd met Elvīra Ozoliŋa, olympisch kampioene speerwerpen 1960. Hun zoon Voldemārs Lūsis is eveneens een speerwerper en nam deel aan de Olympische Spelen van 2000 en 2004.
In 1987 werd Lūsis door de IAAF genomineerd als beste speerwerper ter wereld.
In 2014 werd hij opgenomen in de IAAF Hall of Fame. Lūsis overleed op 29 april 2020 op tachtigjarige leeftijd.

## Trivia
- Er zijn onbevestigde verklaringen dat Jānis Lūsis ooit eens een cricketbal 150 yard ver gooide. Hiermee zou hij verder hebben geworpen dan Robert Percival (140 yd in 1882) en Ian Pont (138 yd in 1981) en zodoende de verste worp aller tijden geproduceerd hebben.

## Titels
- Olympisch kampioen speerwerpen - 1968
- Europees kampioen speerwerpen - 1962, 1966, 1969, 1971
- Universitair kampioen speerwerpen - 1963
- Sovjet-Russisch kampioen speerwerpen - 1962, 1963, 1964, 1965, 1966, 1968, 1969, 1970, 1971, 1972, 1973, 1976

## Persoonlijk record
| Onderdeel   | Prestatie       | Datum       | Plaats    |
| ----------- | --------------- | ----------- | --------- |
| speerwerpen | 93,80 m (ex-WR) | 6 juli 1972 | Stockholm |

## Wereldrecords
| Afstand (m) | Datum        | Plaats     |
| ----------- | ------------ | ---------- |
| 91,98       | 23 juli 1968 | Saarijärvi |
| 93,80       | 6 juli 1972  | Stockholm  |

## Palmares

### speerwerpen
- 1962:  Sovjet-Russische kamp. - 82,15 m
- 1962:  EK - 82,04 m
- 1963:  Sovjet-Russische kamp. -79,63 m
- 1963:  Universiade - 79,77 m
- 1964:  Sovjet-Russische kamp. - 79,85 m
- 1964:  OS - 80,57 m
- 1965:  Sovjet-Russische kamp. - 80,14 m
- 1966:  Sovjet-Russische kamp. - 85,08 m
- 1966:  EK - 84,48 m
- 1968:  Sovjet-Russische kamp. - 91,10 m
- 1968:  OS - 90,10 m
- 1969:  Sovjet-Russische kamp. - 86,00 m
- 1969:  EK - 91,52 m
- 1970:  Sovjet-Russische kamp. - 83,80 m
- 1971:  Sovjet-Russische kamp. - 87,60 m
- 1971:  EK - 90,68 m
- 1972:  Sovjet-Russische kamp. - 85,28 m
- 1972:  OS - 90,46 m
- 1973:  Sovjet-Russische kamp. - 83,06 m
- 1976:  Sovjet-Russische kamp. - 84,08 m
- 1976: 8e OS - 80,26 m

## Onderscheidingen
- IAAF Hall of Fame - 2014

1908: Eric Lemming ·
1912: Eric Lemming ·
1920: Jonni Myyrä ·
1924: Jonni Myyrä ·
1928: Erik Lundqvist ·
1932: Matti Järvinen ·
1936: Gerhard Stöck ·
1948: Tapio Rautavaara ·
1952: Cyrus Young ·
1956: Egil Danielsen ·
1960: Viktor Tsyboelenko ·
1964: Pauli Nevala ·
1968: Jānis Lūsis ·
1972: Klaus Wolfermann ·
1976: Miklós Németh ·
1980: Dainis Kūla ·
1984: Arto Härkönen ·
1988: Tapio Korjus ·
1992: Jan Železný ·
1996: Jan Železný ·
2000: Jan Železný ·
2004: Andreas Thorkildsen ·
2008: Andreas Thorkildsen ·
2012: Keshorn Walcott ·
2016: Thomas Röhler ·
2020: Neeraj Chopra ·
2024: Arshad Nadeem
- Gemeinsame Normdatei: 1209555077
- World Athletics: 14347781
- Nationale Bibliotheek van Letland: 000131484
- Virtual International Authority File: 305130609
- WorldCat: E39PBJm4VTCgfdRmYyfmB7HHmd